# Illa Warren
L'illa Warren és una illa deshabitada de l'arxipèlag Alexander, al sud-est d'Alaska. Es troba a l'oest de l'illa Coronation i a l'est de l'Illa Kosciusko, a tocar de l'illa del Príncep de Gal·les. La seva superfície és de 47,191 km2 i el seu punt mes elevat es troba a 485 msnm.
El primer europeu que va albirar l'illa va ser Joseph Whidbey, mestre de l'HMS Discovery durant l'expedició de George Vancouver de 1791 a 1795, l'11 de setembre de 1793. Tota l'illa forma part del Bosc Nacional Tongass.